# Mecyna marcidalis
Mecyna marcidalis es una especie de polillas perteneciente a la familia Crambidae. 
Se encuentra en Francia, Azerbaiyán, así como en el Oriente Próximo, incluyendo Turquía, Siria, Irán y los territorios palestinos.